# Natàlia Garriga
Natalia Garriga i Ibáñez (Barcelona, 11 de mayo de 1969) es una política catalana, consejera de Cultura de la Generalidad de Cataluña desde mayo de 2021 hasta agosto de 2024. Milita en ERC desde 2001.

## Trayectoria
Licenciada en derecho por la Universidad de Barcelona, completó los estudios con un postgrado de contabilidad para abogados en la Universidad de Barcelona y con una maestría en función directiva en la Escuela de Administración Pública de Cataluña.
En 1989 se incorporó a la Generalidad de Cataluña, trabajando en el Instituto Catalán del Crédito Agrario, dependiente del Departamento de Economía. También ha ejercido diversos cargos en el Departamento de Presidencia y en el de Cultura. Entre 2007 y 2016 fue gerente del Institut Català d'Empreses Culturals. Ha colaborado como profesora de la UOC, entre 1998 y 2014.
El 19 de enero de 2016 se incorporó como directora de Servicios del Departamento de Vicepresidencia, Economía y Hacienda, dependiendo de Josep Maria Jové. El mismo día Pere Aragonès sería nombrado secretario de economía.
Desde allí gestionó los recursos humanos del departamento. También fue la responsable de la gestión presupuestaria, la contabilidad, la gestión patrimonial y la contratación administrativa del departamento, además de ser la responsable de los sistemas de información y tecnología en colaboración con el CTTI, el centro de tecnología del gobierno catalán.
Fue una de las detenidas el 20 de septiembre de 2017 en el marco de la Operación Anubis, cuando trabajaba como directora de servicios de la Secretaría General de Vicepresidencia. Sería puesta en libertad con cargos el día siguiente. La investigación de la Guardia Civil denunció que guardaba en su casa un documento de 4 folios con las instrucciones de cómo debía actuar en caso de que hubiera un registro judicial. El caso forma parte de la investigación llevada a cabo por el juzgado número 13 de Barcelona.
El 26 de mayo de 2021 fue nombrada consejera de Cultura de la Generalidad de Cataluña. 
Es socia de Òmnium Cultural y de Juristes per la llengua. En su partido, ha formado parte de la Ejecutiva de la Sectorial de Justicia y ha sido miembro de la Sectorial de Administraciones Públicas.